# كيم وايلد
كيم وايلد (بالإنجليزية: Kim Wilde)‏ (ولدت كيم سميث في 18 نوفمبر 1960 في شيسويك، غرب لندن) وهي مغنية بوب إنجليزية
برزت وايلد في ساحة الموسيقى في عام 1981 بأغنية «Kids in America» والتي حققت المركز الثاني في قائمة الأغاني البريطانية، نجاحها على مستوى الولايات المتحدة تواصل حتى عام 1987، عندما وصلت للقمة في قائمة الأغاني بأغنيتها «The Supremes» لتزيح أغنيتها السابقة «You Keep Me Hangin' On» من القمة
منذ عام 1998، أصبح لوايلد مهنة بديلة وهي «بستانية»، بينما ما زالت تواصل نشاطها الموسيقي
- اليوتيوب

## روابط خارجية
- كيم وايلد على موقع IMDb (الإنجليزية)
- كيم وايلد على موقع ميوزك برينز (الإنجليزية)
- كيم وايلد على موقع إن إن دي بي (الإنجليزية)
- كيم وايلد على موقع أول ميوزيك (الإنجليزية)
- كيم وايلد على موقع ديسكوغز (الإنجليزية)
- كيم وايلد على موقع قاعدة بيانات الفيلم (الإنجليزية)